# Baketurel
Baketurel (fl. XII secolo a.C.) è stata una regina egizia della XX dinastia.
Fu quasi sicuramente Grande Sposa Reale del faraone Ramesse IX (1129-1111 a.C., oppure 1125-1107 a.C.).

## Sepoltura
Fu sepolta nella tomba KV10 della Valle dei Re, eretta sotto la tarda XIX dinastia per il faraone usurpatore Amenmesse, morto nel 1199/8 a.C.; una camera fu ridecorata per il nuovo impiego come tomba di Baketurel. A causa di ciò, un tempo si credeva che fosse sposa di Amenmesse.
Dodson ha sostenuto che le decorazioni della tomba risalirebbero a Ramesse IX. Schaned ed Ertman hanno successivamente ipotizzato che alcune porzioni della pittura risalirebbero alla regina Tausert, morta intorno al 1189 a.C. Ciò potrebbe implicare una datazione anteriore per Baketurel.

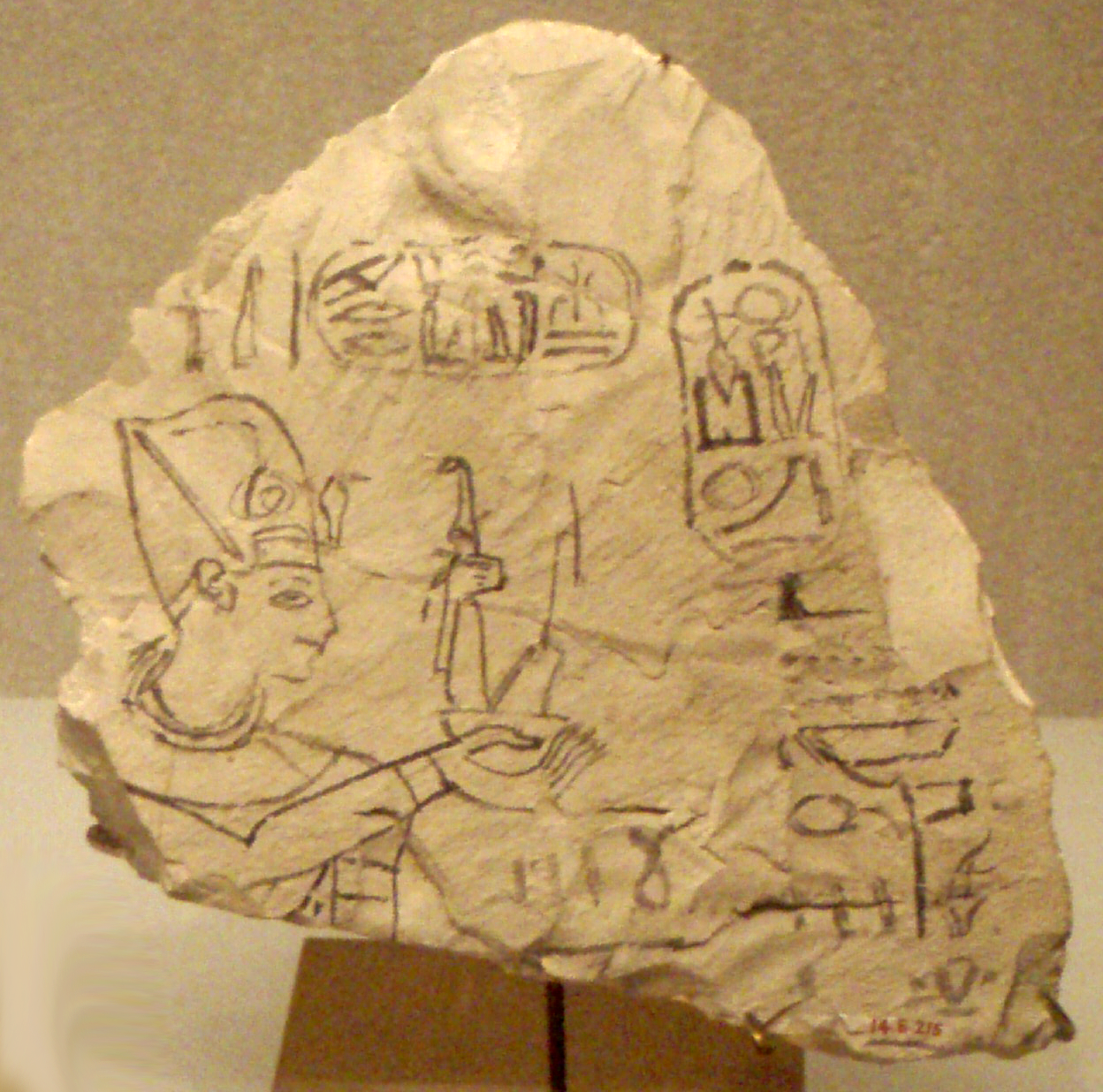
Ostrakon raffigurante Ramesse IX. Metropolitan Museum of Art

## Titoli
- Regina d"Egitto